# SharkMan - Una nuova razza di predatori
SharkMan - Una nuova razza di predatori (Hammerhead: Shark Frenzy) è un film per la televisione del 2005 diretto da Michael Oblowitz.
È un film horror fantascientifico finanziato dalla Nu Image e trasmesso dal canale televisivo Sci-Fi Channel per la serie sui mutanti che comprende film come Metamorphosis, Creature, SkeletonMan, Snakeman - Il predatore, Mosquitoman.

## Trama
Uno scienziato folle sperimenta una nuova terapia in grado di curare il cancro. Ma la situazione sfugge al suo controllo e i risultati si rivelano mostruosi. Un gruppo di scienziati indaga sugli esperimenti e si trova a combattere un gruppo di famelici mutanti.

## Distribuzione
In Italia il film è stato distribuito esclusivamente per il mercato home video nel 2007.